# Семмін
Семмін (яп. 賤民, せんみん, сенмін, «підлий люд») — група населення у стародавній японській «правовій державі» 8 — 10 століть, періоду Нара і Хей'ан. 
Протиставлялися групі «доброго люду» рьомін. Приналежність визначалася спадково.
Формувалася з залежних осіб та паріїв у провінціях і столиці. Включала у себе такі 5 підгруп:
- мавзолейні слуги (陵戸, рьоко) — займалися охороною, підтриманням і прибиранням могил Імператорів та членів Імператорської родини. Вважалися найпочеснішою підгрупою семмін.
- урядові слуги (官戸, канко) — займалися обслуговуванням урядових установ і підпорядковувалися Відомству урядових рабів[1]. Мали право на земельний наділ, увесь врожай з якого йшов на користь Відомства. Уряд забезпечував їх харчами і одягом. До цієї підгрупи потрапляли чиновники і вільні общинники, які скоїли злочин або провинилися і були виключені з групи "доброго люду" рьомін, особи народжені між родинними слугами і рабами, а також державні раби старше 66 років.
- родинні слуги (家人, кенін) — займалися обслуговуванням сімей чи родів, до яких належали. Мали право на сім'ю і не були об'єктом купівлі і продажу.
- державні раби (公奴婢, ко-нухі або 官奴婢, кан-нухі) — займалися обслуговуванням урядових установ, до яких належали, і підпорядковувалися Відомству урядових рабів. Виконували переважно фізичні роботи. Після досягнення 66 років отримували підвищення в статусі і переходили до підгрупи урядових слуг; після 76 років — отримували свободу і переходили до групи «доброго люду» рьомін.
- приватні раби (私奴婢, сі-нухі) — займалися обслуговуванням сімей чи родів, до яких належали. Виконували переважно фізичні роботи. Не мали право на сім'ю і були об'єктом купівлі і продажу.

Після занепаду системи ріцурьо у 10 — 11 століттях, поняття «підлого люду» семмін не зникло, як у випадку з «добрим людом» рьомін. У середньовіччі воно закріпилося за станом соціальних низів Японії: хінінів та каварамоно. Починаючи з 17 століття представники цього стану були об'єктом зневаги пересічних японців.